# Aba (La Coruña)
Aba es un pueblo de la parroquia de Dexo, en el concejo de Oleiros, La Coruña. Tiene una población de 139 habitantes, y distando 1 kilómetros de Lorbé; y 6 de O Porto de Santa Cruz.

## Geografía

### Ubicación
Se ubica al SO de Lorbé, a la que se accede por varias pistas; ubicado sobre una loma sobre los valles de los ríos costeros de Lugrís y Barreira. 

### El pueblo
Como ocurre con todo los pueblos del concejo de Oleiros; debido a su influencia cercana a La Coruña; Aba es un pueblo que alterna casas rurales completamente reformada y chalets moderno; algunos, usados como segunda vivienda. La población de Aba; es completamente estable y durante estos últimos años; ha aumentado la población, teniendo sus 139 vecinos como población actual. El entorno que rodea Aba, es completamente semiurbano.
- Datos: Q12382324